# 陳澤銘
陳澤銘，JP，香港出生，現任香港律師會會長。

## 學歷
90年代在留學英美，在英國倫敦大學政治經濟學院獲得法律碩士、英國牛津大學高級行政人員工商管理碩士及美國哈佛大學公共行政碩士學位。

## 工作
他曾在羅文錦律師樓和孖士打律師行執業。2004年至2014年間受雇於嘉道理家族辦公室首席法律顧問，2017年為呂志和家族辦公室行政總裁。2016年在由前立法會主席曾鈺成牽頭的香港政策研究所出任法治研究中心主任。陳現時在蕭一峰律師行當顧問律師。

## 公職
陳律師是香港法律改革委員會成員、社會福利署特殊需要信托顧問委員會成員、香港會計師公會紀律小組成員、香港測量師紀律小組成員、也曾任香港政府稅務上訴委員會委員、法律樞紐空間分配委員會成員。陳律師曾為國際律師協會International Bar Association 企業社會責任委員委員 (2007-2012)，現為亞太法律協會LAWAISA 理事， 陳律師曾任第十三届濟南巿政協委員。陳律師也是中國香港足球總會紀律小組主席、香港大學/香港城市大學法律專業學系校外評審委員、香港恒生大學客座教授。

## 香港律師會
2016年加入香港律師會理事會，2018年當選香港律師會副會長，2019、2020年连任，2021年8月当选香港律師會會長，2022年8月、2023年5月连任。